# Kirkegrund
Kirkegrund este o arie protejată (arie specială de conservare — SAC, sit de importanță comunitară — SCI) din Danemarca întinsă pe o suprafață de 1.753 ha, integral marine.

## Localizare
Centrul sitului Kirkegrund este situat la coordonatele 0°N 0°E / 0°N 0°E.

## Înființare
Situl Kirkegrund a fost declarat sit de importanță comunitară în mai 1995 pentru a proteja un număr necunoscut de specii din flora spontană și fauna sălbatică aflate în arealul zonei. Situl a fost protejat și ca arie specială de conservare în decembrie 2011.

## Biodiversitate
Situată în ecoregiunile continentală și marină baltică, aria protejată conține 2 habitate naturale: Bancuri de nisip acoperite în permanență slab de apă marină, Recifuri.
La baza desemnării sitului se află un număr nedeclarat de specii protejate.